# Siebenjähriger Krieg in Nordamerika
Europäischer Kriegsschauplatz:
Pirna* – Lobositz* – Prag* – Kolin* – Hastenbeck** – Groß-Jägersdorf* – Moys* – Hastenbeck* – Roßbach* – Breslau* – Leuthen* – Rheinberg** – Krefeld** – Domstadtl* – Olmütz* – Mehr** – Zorndorf* – Saint-Cast – Hochkirch* – Bergen** – Kay* – Minden** – Kunersdorf* – Lagos*** – Hoyerswerda* – Bucht von Quiberon*** – Maxen* – Koßdorf* – Landeshut* – Emsdorf** – Warburg** – Liegnitz* – Berlin* – Kloster Kampen** – Torgau* – Döbeln* – Vellinghausen** – Ölper** – Burkersdorf* – Reichenbach* – Freiberg*
(* Dritter Schlesischer Krieg, ** westlicher Kriegsschauplatz – Großbritannien/Kur-Hannover u. a. Alliierte gegen Frankreich, *** Seeschlacht)
Amerikanischer Kriegsschauplatz:
Siebenjähriger Krieg in Nordamerika und der Karibik
Monongahela – Lake George – Carillon – La Belle Famille – Québec – Beauport – Abraham-Ebene – Sainte-Foy – Restigouche – Tacky’s Rebellion – Belagerung von Havanna – Pontiac-Aufstand
Asiatischer Kriegsschauplatz:
Dritter Karnatischer Krieg
Kalkutta – Chandannagar – Plassey – Cuddalore – Negapatam – Condore – Madras – Masulipatam – Pondicherry I – Chinsurah – Wandiwash – Pondicherry II – Manila – Palaris-Aufstand
Im Siebenjährigen Krieg in Nordamerika (englisch French and Indian War; französisch Guerre de la Conquête) kämpften die Kolonialmächte Großbritannien und Frankreich, unterstützt von ihren jeweiligen indianischen Verbündeten, von 1754 bis 1763 um die Vorherrschaft in Nordamerika. Hauptschauplatz waren die britischen Ostküsten-Kolonien und Neufrankreich rund um den Sankt-Lorenz-Strom (ungefähr das heutige Québec). Die Auseinandersetzung war ein Teilkonflikt des Siebenjährigen Krieges, dessen Beginn die Geschichtsschreibung im Allgemeinen erst mit dem Einsetzen der Kampfhandlungen in Europa und den förmlichen Kriegserklärungen der beteiligten europäischen Mächte im Jahr 1756 ansetzt. Der Pariser Frieden von 1763 besiegelte das Ende der französischen Kolonialherrschaft in Nordamerika östlich des Mississippi. Der Krieg war daher von großer Bedeutung für die Geschichte Kanadas, aber auch für die Entstehung der USA.

## Bezeichnung
Von den britischen Kolonisten in Nordamerika wurde der Krieg French and Indian War („Franzosen- und Indianerkrieg“) genannt, eine Bezeichnung, die bis heute in der amerikanischen Geschichtsschreibung verwendet wird, während die britische Geschichtsschreibung darin eher einen britisch-französischen Konflikt im Rahmen des Siebenjährigen Krieges sieht. Das Gleiche gilt für die anglokanadische Historiographie. Nicht zu verwechseln ist die Bezeichnung mit French and Indian Wars (Plural), womit allgemein die Franzosen- und Indianerkriege, eine Folge von Konflikten zwischen Ende des 17. und Mitte des 18. Jahrhunderts in Nordamerika, zu denen auch die amerikanische Entsprechung des Siebenjährigen Krieges gehört, benannt werden.
Teils wird in der englischsprachigen Literatur auch die Bezeichnung Great War for the Empire („Großer Krieg für das Empire“) verwendet, die der Historiker Lawrence Henry Gipson prägte. In Québec und zum Teil auch in Frankreich ist hingegen vor allem die britische Eroberung des französischen Kolonialreichs in Nordamerika in Erinnerung geblieben, sodass der Krieg in der frankokanadischen Literatur Kanadas zumeist Guerre de la Conquête („Krieg der Eroberung“) genannt wird. In Frankreich gilt der Krieg sehr viel ausgeprägter als Teil des weltumspannenden Krieges zwischen Großbritannien und Frankreich, eine Auffassung, die auch in Kanada vertreten wird.

## Entstehung
Der Siebenjährige Krieg in Nordamerika war der vierte in einer Reihe von Kolonialkriegen, die die beiden europäischen Großmächte Frankreich und England (bzw. Großbritannien) in Übersee ausfochten, und die als Franzosen- und Indianerkriege zusammengefasst werden. Jeder dieser Kriege hatte seine Entsprechung in europäischen Kriegen: der King William’s War (1689–97) war Teil des Pfälzischen Erbfolgekrieges, der Queen Anne’s War (1702–1713) der des Spanischen Erbfolgekrieges und der King George’s War (1744–1748) der des Österreichischen Erbfolgekriegs. Waren diese vorangegangenen Kriege zwischen den Kolonisten Neuenglands und Neufrankreichs in gewissem Sinne Stellvertreterkriege, ausgelöst von dynastischen Streitigkeiten der europäischen Großmächte, so stand am Anfang des Siebenjährigen Krieges ein Territorialkonflikt in Nordamerika selbst.

### Der Konflikt um das Ohiotal
Bis zum Anfang des 18. Jahrhunderts war das Gebiet westlich der Appalachen von europäischen Siedlern weitgehend unberührt geblieben. Dies änderte sich gegen 1750, als sich zunehmend Abenteurer aus den britischen Kolonien Pennsylvania und Virginia in das Ohiogebiet wagten, um mit den dortigen Indianern zu handeln. Die fruchtbaren Gebiete jenseits der Appalachen weckten auch die Begehrlichkeiten von Landspekulanten. So vergab bereits 1745 das House of Burgesses, das Unterhaus von Virginia, Siedlungspatente über weitreichende Ländereien im Ohiotal an die Ohio Company, eine Kapitalgesellschaft von Landspekulanten. Auch Robert Dinwiddie, ab 1751 stellvertretender Gouverneur Virginias, hielt Anteile an diesem Unternehmen, was seine Anstrengungen um die englische Herrschaft im Ohiogebiet auch durchaus eigennützig erscheinen lässt.

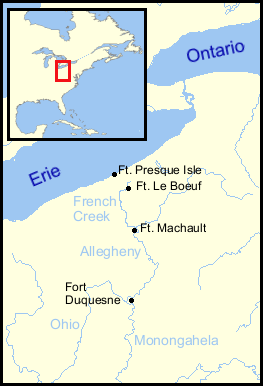
Französische Forts in den Jahren 1753 und 1754

Die Hoheitsansprüche der britischen Kolonien kollidierten jedoch mit denen Frankreichs, das ganz Nordamerika jenseits der Wasserscheide der Appalachen als Teil Neufrankreichs für sich beanspruchte. Dem Ohio-Tal maß Frankreich eine besondere strategische Bedeutung zu, da es eine fast durchgängig schiffbare Verbindung zwischen den französischen Siedlungen am Sankt-Lorenz-Strom und den Großen Seen und denen am Mittel- und Unterlauf des Mississippi darstellte.
Um ihre Ansprüche zu bekräftigen, rüsteten die Franzosen 1749 eine Expedition unter Leitung von Pierre Joseph Céloron de Blainville (1693–1759) aus, die Vermessungen vornahm und die Indianerstämme der Gegend dazu ermahnte, jegliche britischen Händler aus dem Ohiotal zu vertreiben. Um dieser Forderung Nachdruck zu verleihen, zerstörte ein Trupp aus Chippewa- und Ottawa-Indianern, traditionelle Verbündete der Franzosen, das Dorf Pickawillany, den umsatzstärksten englischen Handelsposten in der Region.
Die Ohio Company setzte jedoch unbeirrt ihre Anstrengungen fort und errichtete 1749 zunächst Fort Cumberland, nur wenige Meilen östlich des Gebirgskamms gelegen, als befestigtes Lagerhaus und Ausgangspunkt für den Westhandel, darauf dann ein weiteres Fort am Oberlauf des Monongahela River, einem der Quellflüsse des Ohio. 1752 traf Michel-Ange Duquesne de Menneville (1700–1778) als neuer Gouverneur Neufrankreichs in Québec mit der unmissverständlichen Order ein, die Briten aus dem Ohiotal zu vertreiben. Er ordnete daher die Errichtung einer Kette von vier Forts zwischen dem Eriesee und dem Ohio an. Das südlichste Fort, nach ihm selbst Fort Duquesne benannt, sollte an der Stelle errichtet werden, an der der Monongahela und der Allegheny sich zum Ohio vereinigen. An ebendieser Stelle begann die Ohio Company im Februar 1754 mit dem Bau eines eigenen Forts, so dass eine direkte militärische Konfrontation unausweichlich wurde.
Der dritte Machtfaktor im Ohiogebiet waren die in diesem Raum ansässigen Indianerstämme: Seit einigen Jahrzehnten siedelten hier Gruppen der Shawnees und Delawaren, die ihrerseits zuvor von der Irokesenliga im Norden unterworfen worden waren. Die Irokesen übten ihre Herrschaft in der Region über so genannte „Halbkönige“ (half-kings) aus, irokesische Abgesandte, die den Siedlungen der unterworfenen Stämmen vorstanden. Mit dem sich verschärfenden Konflikt der beiden Kolonialmächte hofften diese Stämme, sich mit Frankreich verbünden und aus der irokesischen Herrschaft befreien zu können.

### Der Konflikt um Akadien
Ein weiterer Konfliktherd war die kanadische Provinz Akadien, die ganz oder teilweise die heutigen Provinzen Neuschottland, Neubraunschweig und Québec umfasste. Dieses Gebiet war 1710 während des Spanischen Erbfolgekriegs (1701–1714) von britischen Truppen erobert und im Frieden von Utrecht 1713 an Großbritannien übertragen worden. Die französischstämmige, katholische Bevölkerung genoss dennoch weitgehende Autonomie und Religionsfreiheit; britische Garnisonen lagen lediglich in Annapolis Royal und im 1749 gegründeten Halifax, um das herum ein britischer Siedlungskern entstand.
Frankreich hatte sich mit diesem Verlust jedoch nicht abgefunden. Französische Priester, Missionare und Offiziere versuchten offen oder verdeckt, die Akadier zur Revolte gegen die Briten anzustacheln, sie für das französische Militär zu rekrutieren oder zur Auswanderung in französisch beherrschte Gebiete zu veranlassen. Eine Schlüsselrolle hierbei spielte Abbé Jean-Louis Le Loutre (1709–1772), katholischer Generalvikar von Akadien und Missionar der Micmacs, eines dort lebenden Indianerstamms. Er verlangte von den Akadiern, den Treueeid auf den britischen König zu verweigern und auszuwandern. Die unter seinem Einfluss stehenden Indianer übten Druck auf die Akadier aus und begannen einen Kleinkrieg gegen die Briten: Auf seine Veranlassung hin kam es zu Angriffen auf britische Händler, Soldaten und Siedlungen. Französische Dokumente belegen, dass der Geistliche den Indianern 100 Livres für jeden Skalp eines Briten bezahlte. Ab 1750 kam es immer wieder zu gewalttätigen Übergriffen, an denen neben Indianern auch Akadier beteiligt waren. Nachdem die Franzosen 1751 das Fort Beauséjour auf von Großbritannien beanspruchtem Gebiet errichteten und die Akadier aufforderten, einen Treueeid auf den König von Frankreich abzulegen, Dienst in der französischen Miliz zu tun oder als Rebellen behandelt zu werden, war auch hier der offene Ausbruch von Feindseligkeiten nur noch eine Frage der Zeit. 1754 antwortete der britische Gouverneur von Akadien mit einer Proklamation, der zufolge alle Akadier, die den Treueeid abgelegt hatten, aber Waffen gegen die Briten ergriffen, als Kriminelle behandelt würden.

### Der Weg zum Krieg

Nordamerika, um 1750, mit Jahreszahlen der Gründungen

1750 versuchten britische und französische Gesandte bei einem Treffen in Paris vergeblich, die Probleme im Ohiotal und in Akadien zu lösen. 1752 wurde Michel-Ange Duquesne de Menneville, der Marquis de Duquesne, zum Generalgouverneur von Neufrankreich (Kanada) gemacht und erhielt die ausdrückliche Aufgabe, das Tal des Ohio für Frankreich zu sichern und die Briten aus diesem Gebiet zu vertreiben. Im folgenden Jahr schickte er Truppen, die Befestigungen auf Presque Island (bei Erie, Pennsylvania) und bei Rivière aux Boeufs (bei Waterford) anlegten. Französische Offiziere und Missionare begannen systematische Bemühungen, den Einfluss britischer Händler auf die Indianer zurückzudrängen und diese auf ihre Seite zu bringen. Nicht zuletzt aufgrund der Untätigkeit der Briten konnten die Franzosen die meisten Stämme für sich gewinnen. Gleichzeitig drangen britische Siedler und Händler aus Virginia, ermuntert von ihrem Gouverneur Robert Dinwiddie, verstärkt in das Ohiotal vor, das Dinwiddie als Teil seiner Kolonie beanspruchte.
Die Franzosen waren durch die zahlenmäßig geringere Bevölkerung ihrer Kolonie (etwa 60.000 gegen mehr als 2 Millionen in Britisch-Nordamerika) eindeutig im Nachteil. Insofern standen ihre Chancen auf einen erfolgreichen Ausgang des Krieges von Beginn an sehr schlecht. Zwar wurde die Kriegführung der Briten von dem Fehlen einer koordinierenden Instanz oberhalb der einzelnen Kolonien behindert, hierbei vor allem von den inneren Konflikten zwischen den Gouverneuren und den Parlamenten der Kolonien, die dazu führten, dass die dringend notwendigen Gelder für den Bau von Forts, für Geschenke an die Indianer und für die Besoldung von Truppen nicht bewilligt wurden. In gleicher Weise wurde allerdings die Verteidigung von Neufrankreich durch den Konflikt zwischen Gouverneur Vaudreuil und General Montcalm sowie die endemische Korruption in den Kolonien belastet.

## Ausbruch des Krieges
Nachdem Dinwiddie von neuen Forts der Franzosen am oberen Allegheny River erfahren hatte, schickte er einen jungen Offizier aus Virginia, George Washington, mit der schriftlichen Aufforderung an die Franzosen, die Region zu verlassen, was keinen Erfolg hatte. Auf dem Rückweg stellte Washington fest, dass die Stelle, an der der Allegheny und der Monongahela River zusammenfließen und den Ohio bilden, eine hervorragende Stelle für ein Fort sei. Anfang 1754 begannen die Briten deshalb mit dem Bau des Fort Prince George. Die Franzosen erfuhren jedoch davon, schickten Militär, zwangen die Briten am 17. April zum kampflosen Abzug, zerstörten die Befestigung und errichteten an ihrer Stelle eine größere, die sie nach ihrem Gouverneur Fort Duquesne nannten.
Washington war mittlerweile mit einigen Soldaten nach Westen geschickt worden, um die britischen Positionen dort abzusichern, und hielt sich in den nahe dem Fort Duquesne gelegenen Great Meadows (nahe der heutigen Uniontown, Pennsylvania) auf. Als er erfuhr, dass sich in der Nähe seines Lagers französische Soldaten befanden, griff er diese am 29. Mai an, da er einem Überfall zuvorkommen wollte.
Mit diesem für die Briten erfolgreichen Scharmützel, dem sogenannten Jumonville-Zwischenfall (nach einem hierbei getöteten französischen Offizier), brach der Krieg offen aus. Auf die Nachricht von dem Überfall hin schickte der Kommandeur von Fort Duquesne zahlenmäßig weit überlegene Verstärkungen, die Washington und seine Männer in dem hastig errichteten Fort Necessity einschlossen und nach einem kurzen Gefecht am 3. Juli zur Kapitulation gegen freien Abzug zwangen. Mit diesem Zwischenfall war ein Krieg unvermeidlich geworden.
Im folgenden Jahr wurde Generalmajor Edward Braddock nach Amerika geschickt und zum britischen Oberkommandierenden ernannt. Daraufhin segelte eine französische Flotte mit Truppen unter dem deutschstämmigen General Baron Jean-Armand de Dieskau (1701–1767) nach Kanada. Ein britisches Geschwader unter Vizeadmiral Edward Boscawen versuchte vergeblich, die Franzosen abzufangen, konnte aber am 6. Juni drei französische Linienschiffe stellen und nach einem kurzen Gefecht zwei davon, die Alcide und die als Truppentransporter dienende Lys zur Kapitulation zwingen.
Mittlerweile hatten die Briten die Ausführung von vier simultanen Angriffen auf die Franzosen beschlossen. Eine überwiegend aus regulären Truppen gebildete Expedition unter Braddock sollte Fort Duquesne angreifen, eine zweite aus Miliztruppen unter Sir William Johnson richtete sich gegen das Fort bei Crown Point, und eine dritte Armee, ebenfalls aus Miliztruppen gebildet, sollte die Franzosen aus Akadien vertreiben. In einem vierten Vorhaben sollten Truppen unter William Shirley, dem Gouverneur von Massachusetts, Fort Niagara angreifen.
Im April 1755 begann Braddock mit etwa 2.200 Mann seinen Marsch auf Fort Duquesne, wurde aber von den Franzosen und ihren indianischen Verbündeten am 9. Juli in der Schlacht am Monongahela vernichtend geschlagen und tödlich verwundet. Der britische Angriff auf das Ohiotal war damit abgewehrt, doch im Norden waren sie erfolgreicher. Die Milizionäre unter Johnson konnte die strategisch wichtige Befestigung Fort Edward (Fort Lyman) am Hudson River anlegen und die von Dieskau geführten Franzosen am 8. September 1755 in der Schlacht am Lake George besiegen. Johnson legte zwar das ebenfalls strategisch wichtige Fort William Henry am Lake George an, ließ aber die Gelegenheit zum Angriff auf Crown Point verstreichen.
Erfolglos blieb auch der Vorstoß Shirleys auf Fort Niagara. Die Briten marschierten bis zum Ontariosee, beschränkten sich aber darauf, Fort Oswego zu verstärken. Grund hierfür waren Nachschubschwierigkeiten und französische Truppen in Fort Frontenac, die bei einem Angriff auf Fort Niagara die Verbindungslinien abgeschnitten hätten.

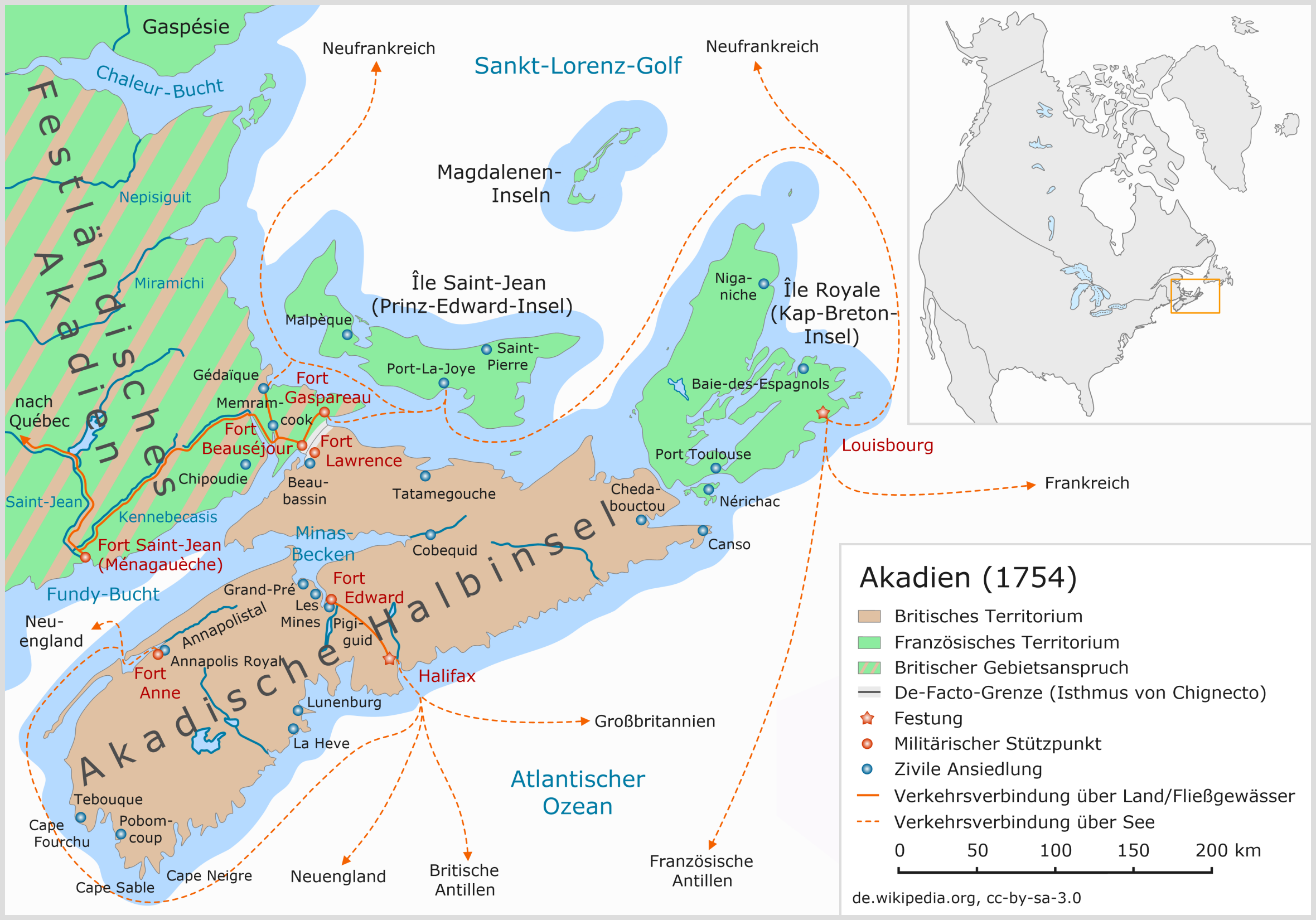
Akadien (1754)

Erfolgreich war hingegen eine Expedition aus neuenglischen Milizen und regulären Soldaten der Garnison von Halifax unter Brigadegeneral Robert Monckton. Dieser Truppenverband landete Anfang Juni bei dem britischen Fort Lawrence und begannen kurz danach mit der Belagerung des nahe gelegenen französischen Forts Beauséjour. Nach einer zweiwöchigen Belagerung kapitulierten die französischen Verteidiger am 16. Juni. Damit war den britischen Truppen ein entscheidender Einbruch in das französische Verteidigungssystem gelungen und die strategisch so überaus wichtige französische Seefestung Festung Louisbourg war seit dieser Niederlage von jedwedem Hinterland isoliert. Zugleich waren damit auch die französischstämmigen Siedler Akadiens von jeglicher Unterstützung aus dem kanadischen Kerngebiet abgeschnitten worden.
Nachdem die Akadier weitere Aufforderungen zur Ablegung des Treueids auf die britische Krone verweigert hatten, begannen die Briten am 5. September mit der Festnahme und Deportation der kompletten französischstämmigen Bevölkerung Akadiens, soweit sie sich dem nicht durch Flucht entzog. Ab dem 8. Oktober wurden über 6.000 Männer, Frauen und Kinder in die britischen Kolonien in Neuengland verschifft. Mit dieser harten – und selbst für die damalige Zeit außergewöhnlich grausamen – Maßnahme war die britische Position in Akadien abgesichert. Ein kleiner Verband französischer Truppen leistete den Briten danach zwar noch einen mehrjährigen Kleinkrieg in den Wäldern, doch einen ernsthaften Versuch zur Rückeroberung vermochten die Franzosen nicht mehr zu unternehmen.
Neben diesen größeren militärischen Operationen begann 1755 auch ein grausamer Kleinkrieg an den Grenzen der britischen Kolonien, dessen Hauptleidtragende die weitgehend schutzlosen Siedler waren. Von französischen Soldaten unterstützte Indianer unternahmen – nicht zuletzt auf der von Braddocks Soldaten gebauten Straße – zahlreiche Vorstöße insbesondere nach Pennsylvania, Maryland und Virginia, zerstörten Siedlungen und Höfe und töteten oder verschleppten deren Bewohner. Erleichtert wurden diese Angriffe dadurch, dass sich das von pazifistischen Quäkern dominierte Parlament von Pennsylvania aufgrund von Verfassungsstreitigkeiten mit dem Gouverneur über längere Zeit weigerte, Verteidigungsmaßnahmen zu billigen und Gelder bereitzustellen. So sollen allein die Abenaki aus der heutigen kanadischen Provinz Québec mehr als 600 Briten getötet haben. Diese rächten sich ihrerseits mit brutalen Rachefeldzügen gegen Indianer und – soweit greifbar – französische Ansiedlungen. So überfielen Soldaten unter dem Kommando von Major Robert Rogers im September 1759 die Hauptsiedlung der Abenakis und verübten dort ein Massaker, dem angeblich etwa 200 Indianer zum Opfer fielen. Diese Zahlen halten einer genauen Überprüfung allerdings nicht stand, in Wirklichkeit lag die Zahl der Opfer wohl weitaus niedriger. In internen französischen Mitteilungen ist z. B. von 30 Toten die Rede. Aus propagandistischen Gründen – und um Rogers hohe eigene Verluste zu rechtfertigen – wurde jedoch eine höhere Zahl kolportiert.

## Kriegsverlauf ab 1756
Trotz dieser massiven Auseinandersetzungen erfolgte eine Kriegserklärung Großbritanniens an Frankreich erst am 17. Mai 1756. John Campbell, 4. Earl of Loudoun, wurde 1756 zum Nachfolger Braddocks ernannt, war aber seinem im selben Jahr berufenen französischen Gegenspieler Louis-Joseph de Montcalm nicht gewachsen.
Das Kriegsglück neigte zunächst den Franzosen zu: Montcalms Strategie setzte darauf, die wichtigsten britischen Forts zu zerstören, damit diese nicht als Ausgangspunkte einer eventuellen britischen Offensive dienen konnten. Unter seiner Führung siegten die Franzosen 1755 in der Schlacht am Monongahela, am 15. August 1756 eroberten sie unter Marquis de Montcalm das wichtige britische Fort Oswego. Damit hatten sie das gesamte Gebiet um den Ontariosee unter ihre Kontrolle gebracht. Die regulären Verbände stellten die Besatzung der französischen Forts, so dass für weitere offensive Operationen nur Milizen und Krieger verbündeter indigener Indianerstämme zur Verfügung standen. Deshalb beschränkte sich das weitere französische Vorgehen auf den Kleinkrieg, während die Briten ihre Truppen sammelten, ohne jedoch selbst offensiv zu werden. 1757 setzte Marquis de Montcalm seine Strategie fort, die wichtigsten britischen Forts zu zerstören, damit diese nicht als Ausgangspunkte einer eventuellen britischen Offensive dienen konnten.
Die Franzosen eroberten am 15. August 1756 Fort Oswego am Ontariosee, während die Briten unter Loudoun zwar 12.000 Mann in Halifax für einen Angriff auf Fort Louisbourg auf der Kap-Breton-Insel konzentrierten, diesen jedoch aufgrund von Verzögerungen im Aufmarsch und der Stärke der Verteidiger nicht durchführten. Stattdessen griffen die Franzosen wieder an. Fort William Henry am Lake George kapitulierte bereits nach wenigen Tagen, am 9. August 1757, unter dem Kommando von Lieutenant Colonel George Monro und gegen das Versprechen auf freien Abzug. Die mit Montcalm verbündeten Indianer hielten sich jedoch nicht an die Vereinbarung. Sie massakrierten einen Teil der abziehenden Truppen und der sie begleitenden Zivilisten. Das Ereignis erlangte später, unter weit übertriebenen Opferzahlen, als Episode in James Fenimore Coopers Der letzte Mohikaner (1826) weltweite literarische Bekanntheit.

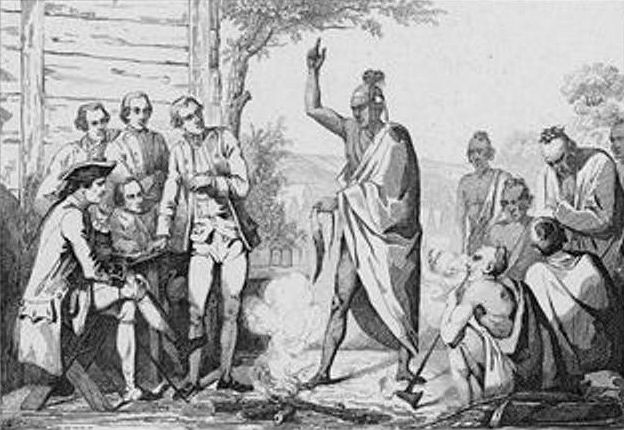
Konferenz zwischen französischen Offizieren und Stammesführern um eine Feuerstelle

Trotz ihrer Erfolge litten die Franzosen jedoch massiv unter der Blockade ihrer Häfen durch die britische Royal Navy, die Nachschub aus Frankreich und auch die Kommunikation weitgehend unterband, während die Seeherrschaft den Briten gestattete, Verstärkungen zu verlegen und an beliebigen Punkten zu landen. Im Sommer 1758 spielten die Briten ihre zahlenmäßige Überlegenheit und die Unterstützung durch ihre Marine aus. Schon 1757 hatten sie Truppen auf der Kap-Breton-Insel, für einen Angriff auf die Festung Louisbourg, gesammelt, der jedoch verschoben worden war. Nun attackierten sie gleichzeitig Louisbourg, Fort Ticonderoga am Lake Champlain und Fort Frontenac am Ostende des Ontariosees. Zwar erlitten die Angreifer in der Schlacht von Ticonderoga am 8. Juli, aufgrund eines inkompetenten Kommandeurs, eine schwere Niederlage. Das mit Hilfe der britischen Flotte belagerte Louisbourg musste hingegen am 26. Juli vor General Jeffrey Amherst und Admiral Edward Boscawen kapitulieren. Damit gewannen die Briten die Kontrolle über die Sankt-Lorenz-Bucht und den Zugang in den Sankt-Lorenz-Strom. Eine Expedition unter Oberstleutnant John Bradstreet eroberte im August 1758 Fort Frontenac und erlangte damit die Kontrolle über den Ontariosee.
Im Juli hatte Brigadegeneral John Forbes einen Vorstoß gegen Fort Duquesne begonnen. Zwar rieben die Franzosen eine zur Aufklärung vorausgeschickte Vorhut auf, trotzdem gelang Forbes ein entscheidender Erfolg, als er mit den Indianerstämmen der Region in Fort Bedford einen Friedensvertrag abschloss. Da die schwache Garnison von Fort Duquesne nun ihre Verbündeten verloren hatte und durch den Fall von Fort Frontenac von ihrer Verbindung nach Montreal abgeschnitten war, räumten sie das Fort am 24. November und zerstörten es. Die Briten begannen sofort mit dem Wiederaufbau und nannten ihren neuen Stützpunkt Fort Pitt (heute Pittsburgh). Damit hatten sie sich erstmals die Kontrolle über das Tal des Ohio gesichert. Die strategischen Vorteile lagen ab jetzt auf Seiten der Briten.

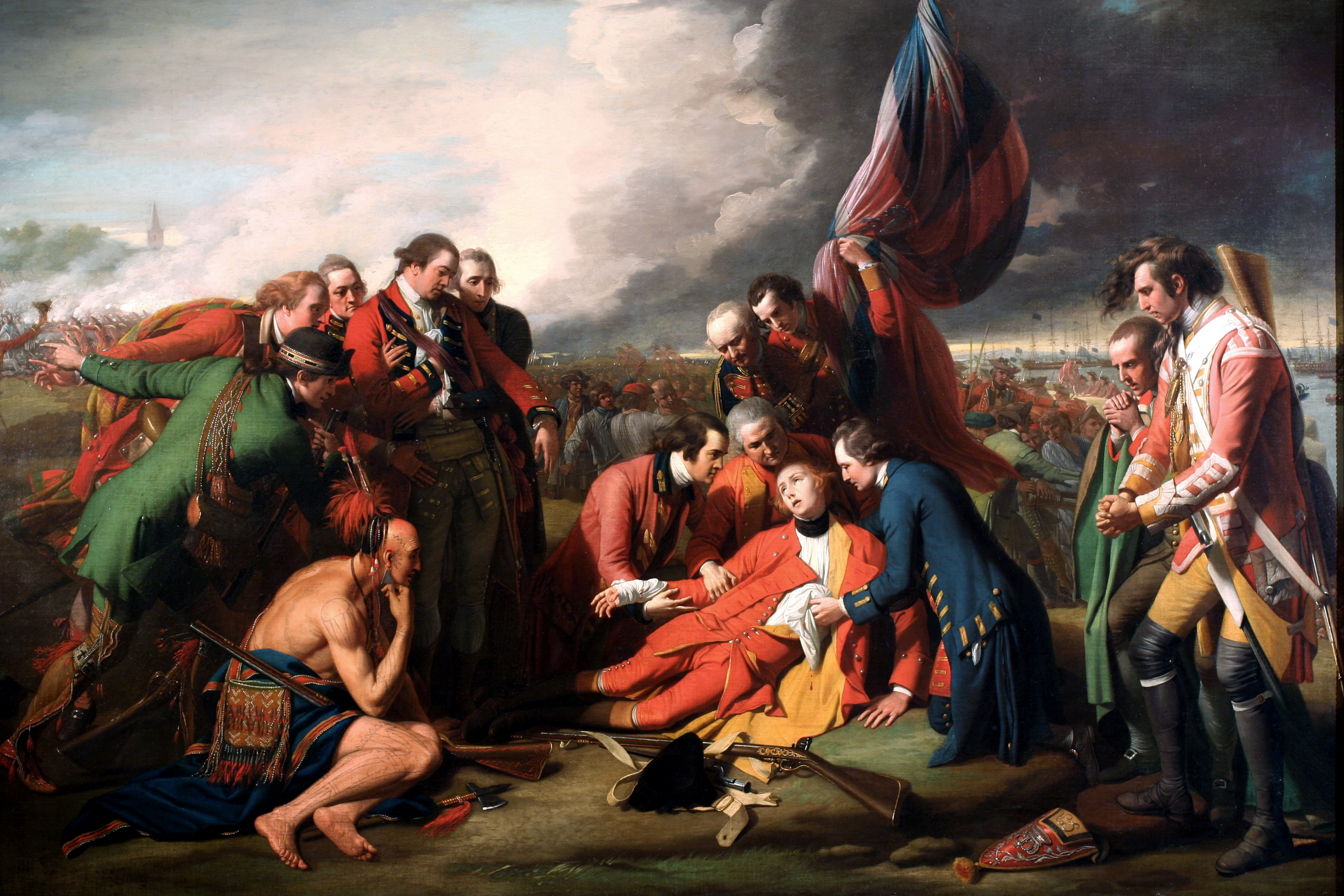
Schlacht auf der Abraham-Ebene: Tod des General Wolfe. Gemälde von Benjamin West, 1770.

1759 griffen die Briten erneut von zwei Seiten an. Amherst, der dem wegen des Debakels bei Ticonderoga abgelösten James Abercrombie als Oberbefehlshaber in Nordamerika nachfolgte, stieß entlang des Lake George und des Lake Champlain nach Norden vor und nahm die Forts Ticonderoga (25. Juni 1759) und Fort Crown Point ein. Eine Abteilung seiner Armee unter Brigadier John Prideaux belagerte das strategisch wichtige Fort Niagara an der Mündung des Niagara in den Ontariosee, fügte einer französischen Entsatzarmee am 24. Juli in der Schlacht bei La Belle Famille eine vernichtende Niederlage zu und zwang die Besatzung des Forts am folgenden Tag zur Kapitulation.
Währenddessen drang eine britische Invasionsstreitmacht aus etwa 9.000 Soldaten, 13.500 Matrosen und 49 Schiffen unter General James Wolfe und Admiral Charles Saunders im Juni in den Sankt-Lorenz-Strom ein. Nach einer zweieinhalbmonatigen Belagerung von Québec besiegte sie die Verteidiger unter Montcalm am 13. September in der entscheidenden Schlacht auf der Abraham-Ebene, in der sowohl Montcalm als auch Wolfe fielen. Am 18. September ergab sich Québec und wurde besetzt. Die Vernichtung der französischen Flotte im August bzw. November 1759, in den Seeschlachten von Lagos und Quiberon, schnitt das französische Hauptsiedlungsgebiet Neufrankreich von Europa ab.
Zwar gelang es Montcalms Nachfolger François-Gaston de Lévis, die britische Garnison von Québec unter General James Murray (1721–1794) am 28. April 1760 in der Schlacht bei Sainte-Foy zu schlagen, die folgende Belagerung Québecs musste aber nach dem Eintreffen von Verstärkungen für die Briten abgebrochen werden. Ein erneuter französischer Versuch, Verstärkungen nach Montréal zu bringen, scheiterte mit der Vernichtung der hierfür vorgesehenen Schiffe im Gefecht auf dem Restigouche-Fluss am 8. Juli 1760. Am 8. September kapitulierte dann auch Montréal vor General Amherst. Am 29. September übernahm Major Robert Rogers Fort Detroit. Die Eroberung der französischen Besitzungen in Nordamerika war damit für die Briten abgeschlossen.
Einen letzten vergeblichen Versuch, in Kanada wieder Fuß zu fassen, unternahmen die Franzosen 1762, nachdem starke britische Truppenkontingente aus Kanada, für den Krieg gegen Spanien, in die Karibik verlegt worden waren. Ein französisches Flottengeschwader unter Kommodore du Ternay mit 750 Soldaten brach am 8. Mai 1762 aus Brest aus, entkam der britischen Blockadeflotte und landete am 24. Juni in St. John’s auf Neufundland. Zwar kapitulierte die schwache britische Garnison, die Nachricht von der Landung der Franzosen erreichte jedoch Halifax, von wo aus Truppen und Kriegsschiffe zum Gegenangriff geschickt wurden. Du Ternay entkam der britischen Flotte und kehrte nach Frankreich zurück, doch den in St. John’s zurückgelassenen französischen Truppen unter dem Comte d’Haussonville blieb in ihrer hoffnungslosen Lage nichts anderes als die Kapitulation am 18. September.

## Friedensschluss
Die Franzosen gaben im Frieden von Paris vom 10. Februar 1763 – abgesehen von der kleinen Inselgruppe Saint-Pierre und Miquelon – ihre Besitzungen in Nordamerika auf. Akadien, Cape Breton, Kanada und die Inseln im St. Lorenz, alle Gebiete östlich des Mississippi (Missouri-Tal) einschließlich Mobile, aber ohne New Orleans gingen an England. Spanien trat Florida an England ab. West-Louisiana, das als bis zu den Rocky Mountains reichend gedacht wurde, blieb bis zum Geheimvertrag von San Ildefonso (vom Oktober 1800) unter spanischer Kontrolle und wurde im April 1803 von Jefferson für die Vereinigten Staaten von Amerika erworben.

## Der Pontiac-Aufstand und seine Folgen
Zu einem dauerhaften Ende der Feindseligkeiten kam es jedoch nicht, da sich die Indianerstämme im Gebiet des heutigen US-Bundesstaates Ohio im Mai 1763 im Pontiac-Aufstand (nach dem Ottawa-Häuptling Pontiac) gegen die britische Herrschaft erhoben. Sie hofften dabei auf Unterstützung durch die Franzosen. Die Indianer eroberten zahlreiche Forts und Siedlungen im Ohiotal und im westlichen Pennsylvania und scheiterten lediglich an Fort Pitt und Fort Detroit, das von Anfang Mai bis Ende November 1763 belagert wurde. Mit ihrer geschickt angewendeten Guerillataktik waren Pontiacs Indianer auch regulären britischen Armeeeinheiten gewachsen. Erst im Herbst 1764 gelang es den Briten mit Hilfe zweier Expeditionen unter den Obersten John Bradstreet und Henry Bouquet, die Indianer wieder zu unterwerfen. Eine wesentliche Rolle spielte dabei, dass diesen die Munition ausging und eine Unterstützung durch Frankreich ausblieb. Pontiac selbst kapitulierte erst im Juli 1766.
Bei den Guerilla-Angriffen der Indianer auf Siedler wurden Erwachsene wie auch Kinder als Gefangene genommen und verschleppt. Fast alle wurden in die Indianer-Völker aufgenommen. Ihre Zahlen lassen sich nicht genau bestimmen, aber allein im Jahr 1764 erzwang der britische Oberst Henri Bouquet die Auslieferung von mehreren Hundert Weißen nur von den Völkern des Ohio-Tals. Daher wird angenommen, dass niemals in der Geschichte mehr Weiße in Gefangenschaft von Indianern geraten sind, um anschließend bei ihnen zu leben. Für die Siedler unverständlich war, dass ein großer Teil der Gefangenen die Indianer nicht verlassen wollte. Dies waren nicht nur Kinder, sondern auch Erwachsene zogen das Leben mit den Indianern der Rückkehr in die Gesellschaft der Weißen vor.
Eine Folge des Pontiac-Aufstands war die königliche Proklamation von 1763, die den britischen Siedlern das Gebiet östlich der Appalachen und den Indianern das westlich davon zuwies. Dieses Gebot wurde von den Siedlern ignoriert und trug zur Entfremdung zwischen den Kolonisten und der britischen Regierung bei. Eine weitere Folge der Kriege war eine hohe Schuldenlast, die die Regierung durch verschärfte Besteuerung aufzubringen versuchte. Dies wiederum war ein wesentlicher Auslöser der Amerikanischen Revolution.

## Festungen während des Krieges
- Fort William Henry
- Fort Frederick
- Fort Constitution
- Fort Crown Point
- Fort Dayton
- Fort Detroit
- Fort Duquesne
- Fort Mackinac
- Fort Montgomery (Hudson River)
- Fort Niagara
- Fort Oswego
- Fort Pentagouet
- Fort Pownall
- Fort Ticonderoga

## Filmdokumentationen
- Ben Loeterman, Eric Stange: The War that Made America – zwei- bzw. vierteilige PBS-Dokumentation von 2006 (englisch, 215 Min.)